# Gaosheng, Chongqing
Gaosheng (kinesiska: 高升) är en köping i sydvästra Kina. Den ligger i stadsdistriktet Dazu i storstadsområdet Chongqing  omkring 98 kilometer väster om det centrala stadsdistriktet Yuzhong. Antalet invånare är 13 995. Befolkningen består av 6 792 kvinnor och 7 203 män. Barn under 15 år utgör 20,0 %, vuxna 15-64 år 63 %, och äldre över 65 år 15,0 %.